# Diaphorocellus helveolus
Espèce
Synonymes
- Iheringia helveola Simon, 1910

Diaphorocellus helveolus est une espèce d'araignées aranéomorphes de la famille des Palpimanidae.

## Distribution
Cette espèce est endémique du Botswana.

## Publication originale
- Simon, 1910 : Arachnoidea. Araneae (ii). Zoologische und anthropologische Ergebnisse einer Forschungsreise im Westlichen und zentralen Südafrika. Denkschriften der Medicinisch-naturwissenschaftlichen Gesellschaft zu Jena, vol. 16, p. 175-218.